# The Measure of a Man (film 1915)
The Measure of a Man è un cortometraggio muto del 1915 diretto da Joseph De Grasse su un soggetto di Tom Forman. Prodotto dalla Rex Motion Picture Company e distribuito dalla Universal, il film era interpretato dallo stesso regista e da William C. Dowlan, Pauline Bush e Lon Chaney.

## Trama
Helen MacDermott, cresciuta a Bear Lake, è stata allevata dal padre vedovo, un uomo pio e religioso che le ha insegnato i princìpi della retta via. Però, quando in paese arriva Bob Brandt, un audace giocatore d'azzardo pieno di fascino, Helen - davanti all'opposizione di suo padre - accetta di fuggire con il nuovo venuto. Sei mesi più tardi, la felice sposina si rende conto che il marito non è altri che un giocatore d'azzardo e un imbroglione, ricercato dalla legge. Helen, aborrendo il divorzio e troppo orgogliosa per ritornare a casa, si rassegna a continuare la sua vita con Brandt. Un giorno, durante una battuta di caccia, Bob si ferisce accidentalmente da solo a una spalla. Nella foresta, viene soccorso da Jim Stuart, un poliziotto delle Giubbe Rosse che si prende cura di lui e di Helen. Ben presto, i tre diventano grandi amici e Jim trova un lavoro per Bob che si stabilisce lì con la moglie. Jim, però, si accorge che sta innamorandosi di Helen e, non volendo tradire l'amicizia che lo lega a Bob, decide di dimettersi dal servizio e parte senza neanche salutarli. Bob, però, trova per caso il diario della moglie, un diario di cui lui ha sempre ignorato l'esistenza. Leggendolo, scopre che lei non lo ama più e che per lui è persa per sempre. Costringe allora Jim a tornare indietro. Messi i due innamorati l'uno davanti all'altra, augura loro la più grande felicità e li lascia. Helen, però, si rende conto che il marito è un uomo generoso che si è sacrificato per lei. Riconoscendo che il loro amore non è morto, la donna si precipita fuori giusto in tempo per impedire che un assassino indiano riesca a portare a compimento il suo tentativo di ucciderlo. Poi, gettandosi tra le braccia del marito, chiede e ottiene il suo perdono.

## Produzione
Il film fu prodotto dalla Rex Motion Picture Company.

## Distribuzione
Distribuito dall'Universal Film Manufacturing Company, il film - un cortometraggio in due bobine - uscì nelle sale cinematografiche statunitensi il 28 gennaio 1915.